# 筲箕灣城隍廟
22°16′40″N 114°13′50″E / 22.277889°N 114.230624°E

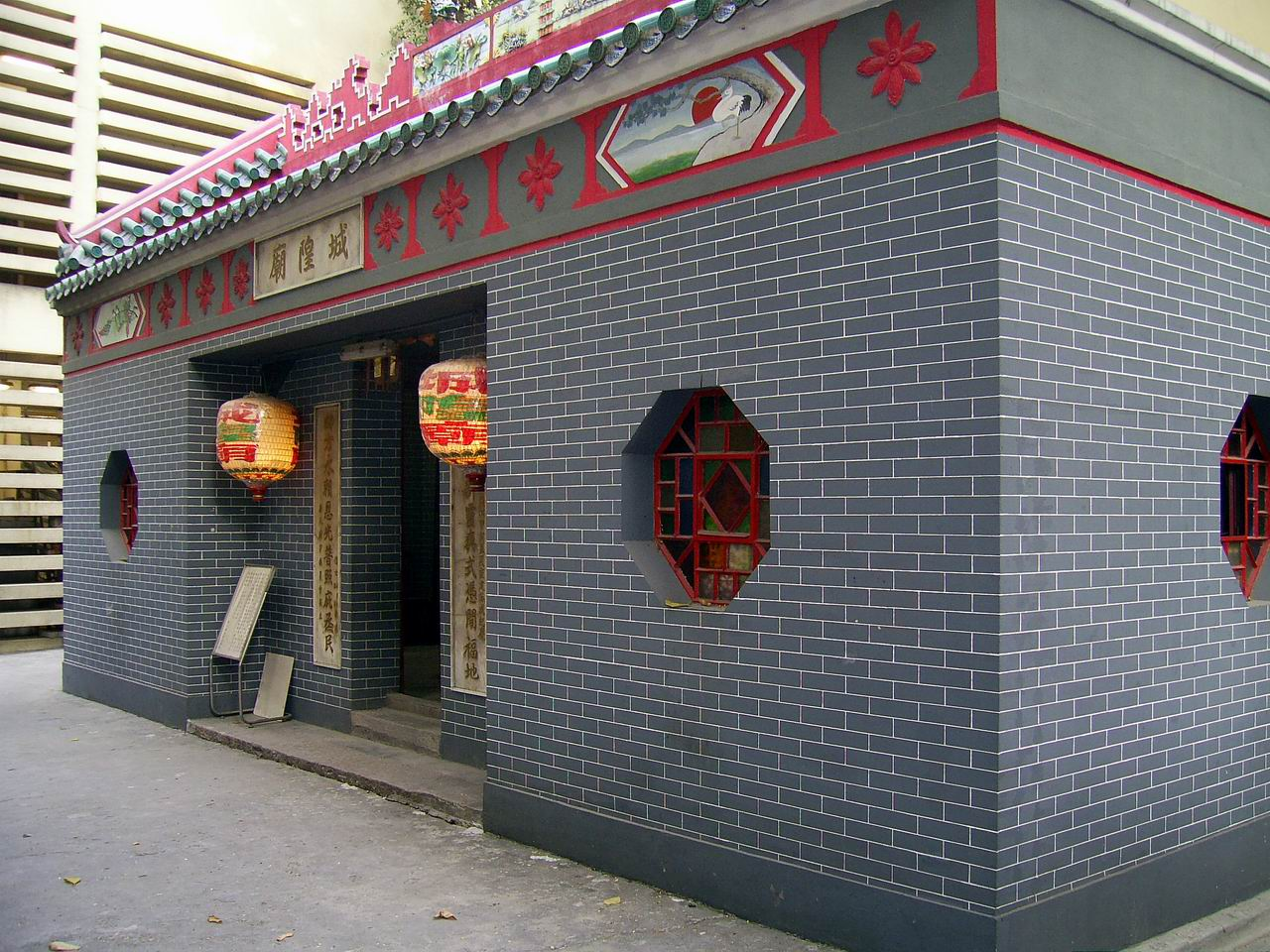
筲箕灣城隍廟

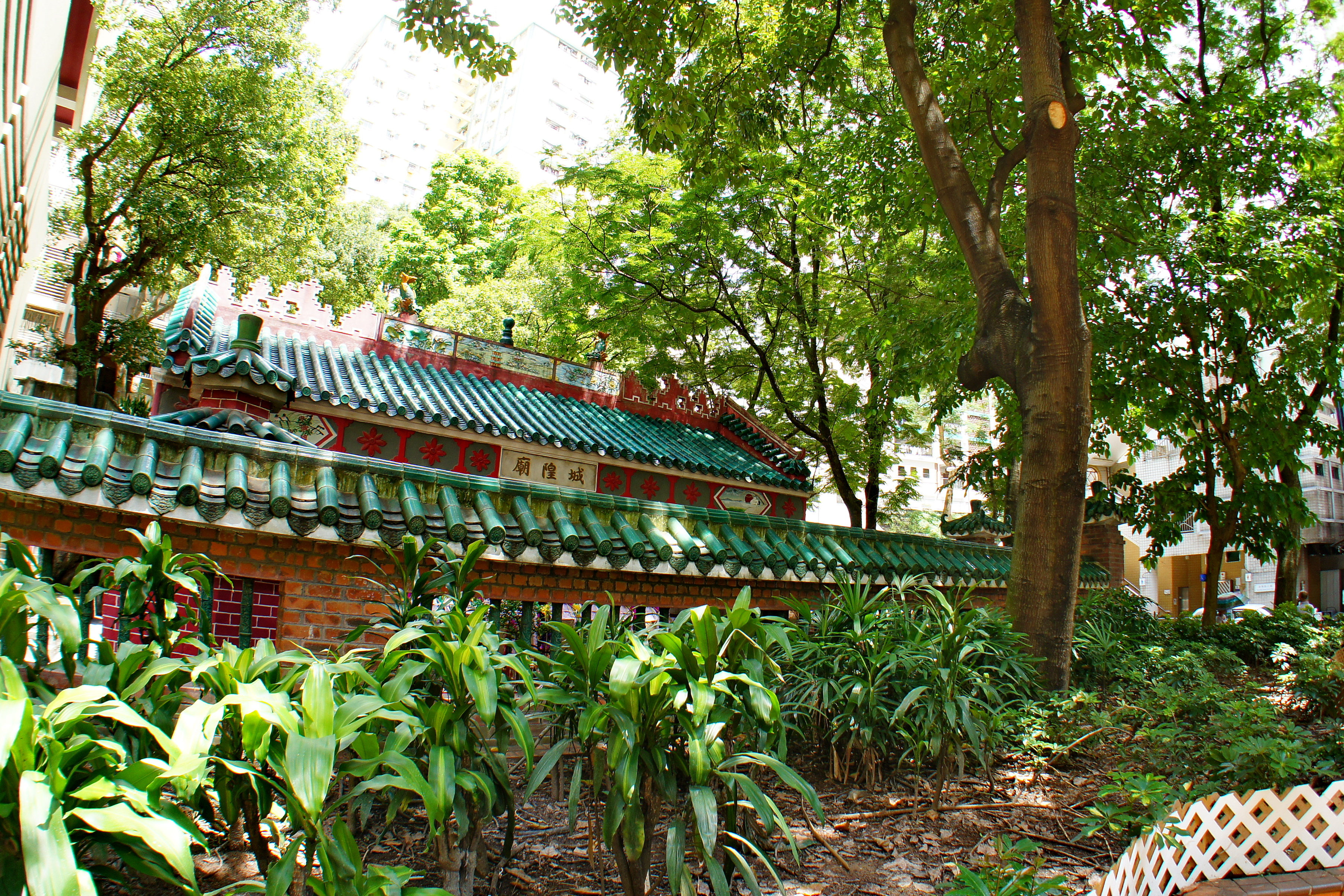
筲箕灣城隍廟，從廟前西面的公園拍攝。

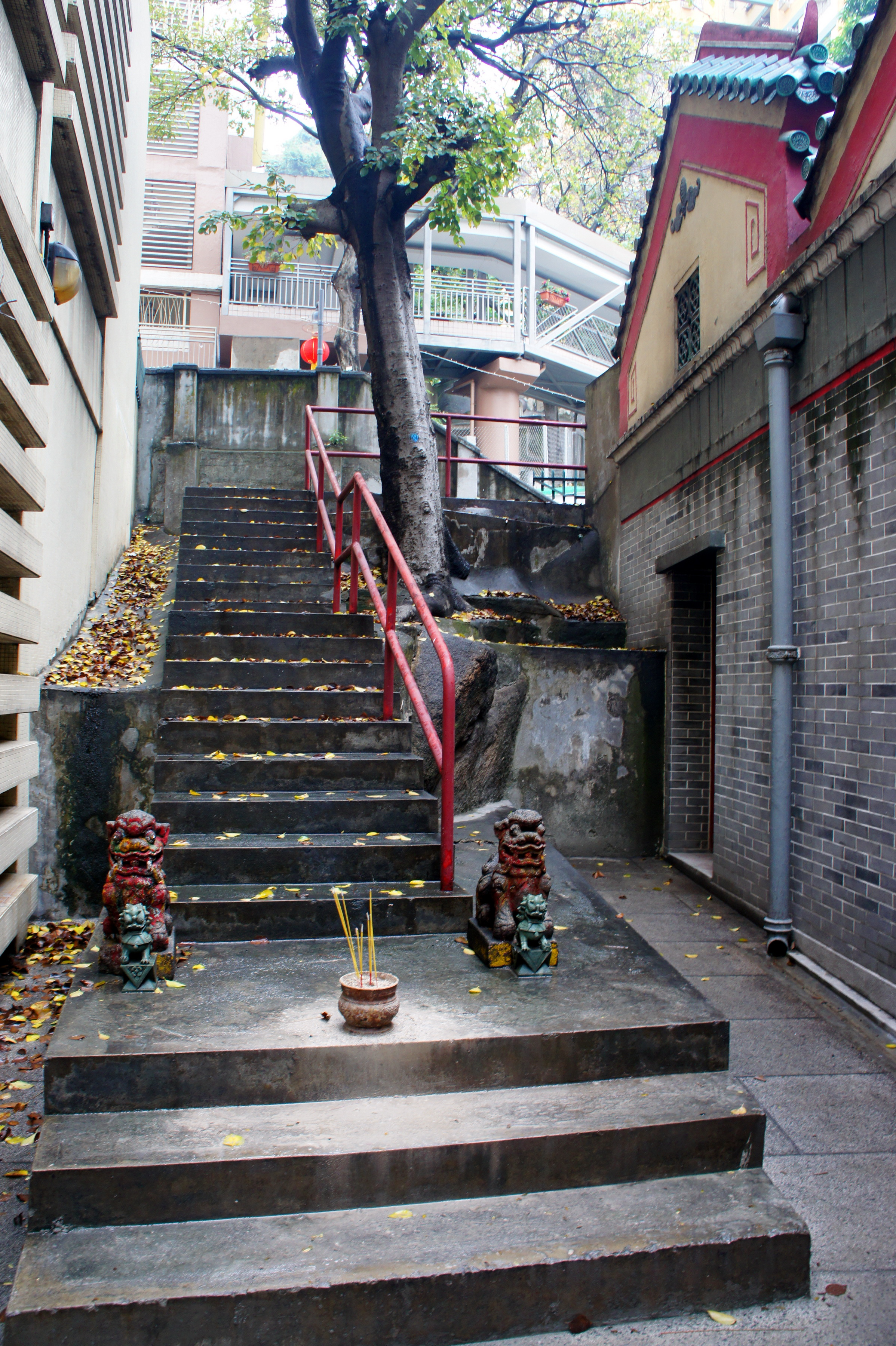
筲箕灣城隍廟後門，後上方為明華大廈。

筲箕灣城隍廟，原稱筲簊灣福德祠，是香港一座城隍廟，位於香港島筲箕灣金華街 (香港)與筲箕灣東大街交界，1987年被評為二級歷史建築，於2010年2月4日確定為香港三級歷史建築。每年農曆五月十一、五月廿八、七月廿四（城隍誕）、二月初二（土地誕）及五月初五（五通誕），較多善信參拜。

## 歷史
筲箕灣城隍廟建於清朝光緒三年（1877年），由當地的坊眾集資興建，原本是供奉福德公與五通神，所以當時被稱為「福德祠」，同時亦供奉觀音及齊天大聖。該廟初期由坊眾所管理，曾易名為「五通廟」。1928年，該廟交由華人廟宇委員會管理，並進行擴建及維修，由於香港島以往沒有專門供奉城隍的廟宇，因此華人廟宇委員會於1974年在該廟旁興建一座相連的祠堂供奉城隍，改稱「城隍廟」。
城隍廟門聯：「古廟重新靈爽式憑開福地 四方永賴恩光普照庇烝民」

## 交通
港鐵
- █  港島綫：筲箕灣站B1出口(沿筲箕灣東大街步行5分鐘)

## 外部連結
- 筲箕灣城隍廟 - 華人廟宇委員會 （页面存档备份，存于）
- 玄來係呢度 第17集第1節 筲箕灣譚公廟／城隍廟 - 道通天地電視頻道 （页面存档备份，存于）
- 東區文物徑簡介